# マリア・エンリケス・デ・ルナ

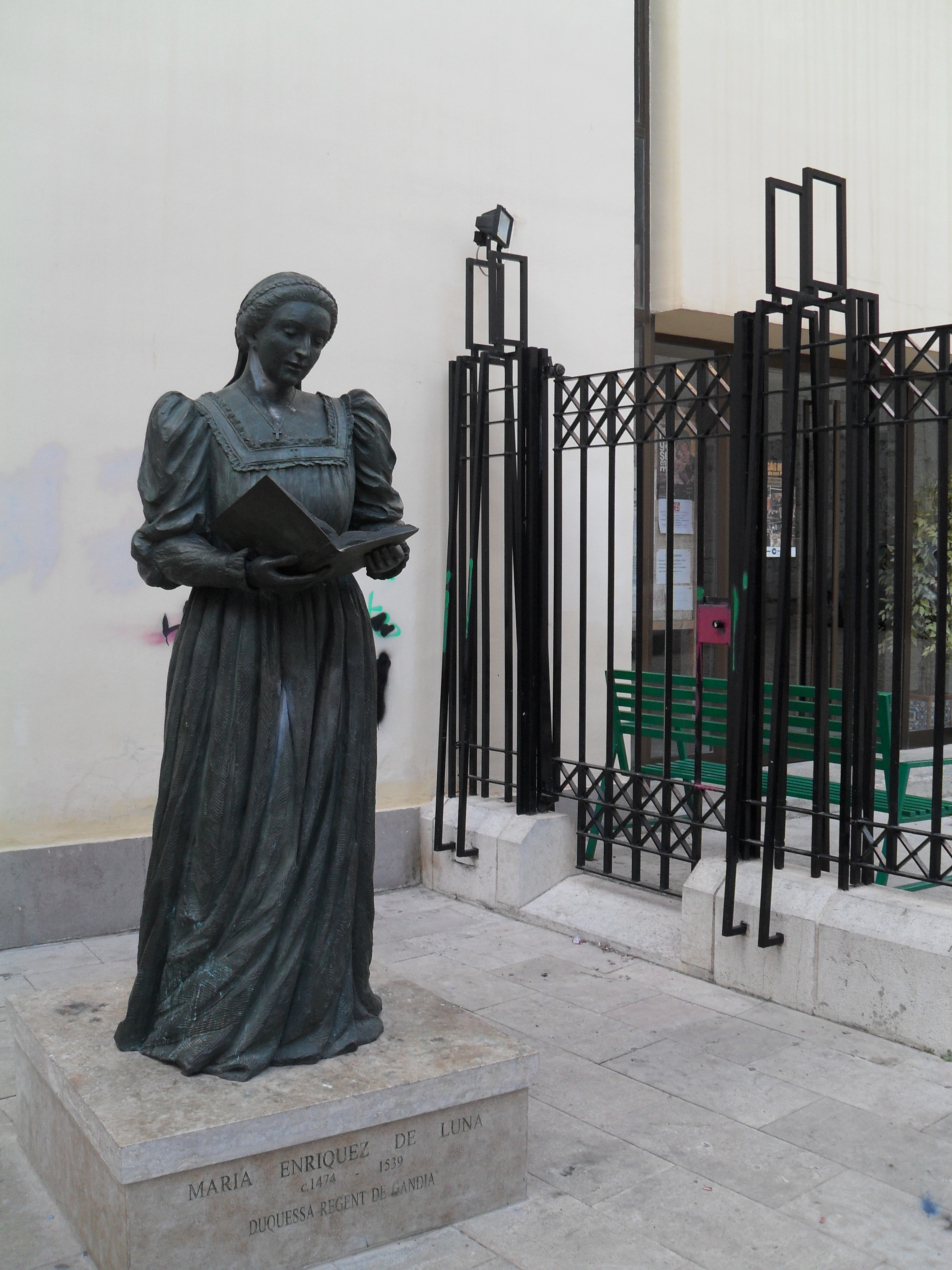
マリア・エンリケスのブロンズ立像、ガンディア市内の教会堂前

マリア・エンリケス・デ・ルナ（María Enríquez de Luna, 1474年 - 1539年）は、スペインの貴族女性で、結婚により教皇アレクサンデル6世の義理の娘となった。称号はガンディア公爵夫人。

## 生涯
アラゴン王妃フアナ・エンリケスの異母弟の1人オルチェ卿エンリケ・エンリケス・デ・キニョーネスと、カスティーリャ軍総司令官・トルヒーヨ公爵アルバロ・デ・ルナの孫娘マリア・デ・ルナ・イ・アヤラの間の末娘。アラゴン王フェルナンド2世の従妹に当たり、1488年王がガンディア公爵に叙した教皇の長子ペドロ・ルイス・ボルジアと婚約するが死別。1493年又は1494年、ガンディア公爵位を継承したペドロ・ルイスの異母弟フアン・ボルジアと結婚する。彼女は賢く信仰心篤く、財政手腕に優れ、夫や子供に献身的に尽くす女性だった。
フアンとの短い結婚生活はガンディアで営まれたが、不貞を重ねるフアンの行状はマリア及びエンリケス家の体面を傷つけた。フアンはイタリア戦争従軍のため滞在していたローマで、1497年6月他殺体で発見された。マリアは義兄チェーザレ・ボルジアを暗殺の黒幕と確信しており、これ以後義兄に敵対的な姿勢を示した。教皇アレクサンデル6世死去後の1504年夏、チェーザレがナポリ滞在中、フェルナンド2世王と妻イサベル女王の命令で逮捕・拘留された際には、イサベル女王の希望で義兄の拘留期間を延長するために、マリアがチェーザレを夫フアン及び義妹ルクレツィアの前夫ビシェーリエ公爵の殺害の罪で告発した。
夫の死後はひたすら信仰にのめり込む生活を送り、地元ガンディアのサンタ・マリア参事会教会に義父の教皇と共に多くの聖遺物や祭壇画を贈与した。教会を飾る彫刻や絵画をパオロ・ダ・サン・レオカディオやダミア・フォルメントに依頼した。1509年、参事会教会に隣接するサンタ・クララ修道院に入ってクララ会修道女となり、修道女ソル・ガブリエラ（sor Gabriela）として余生を送った。

## 子女
夫との間に1男1女。
- フアン・デ・ボルハ・イ・エンリケス（1493年 - 1543年） - 第3代ガンディア公爵
- イサベル・デ・ボルハ・イ・エンリケス（スペイン語版）（1498年 - 1557年） - サンタ・クララ修道院長

## 引用・脚注
1. 1 2  クルーラス 1989, pp. 119.
2. ↑  クルーラス 1989, pp. 179.
3. ↑  クルーラス 1989, pp. 195.
4. ↑  クルーラス 1989, pp. 364.
5. 1 2  クルーラス 1989, pp. 421.
6. ↑  クルーラス 1989, pp. 422.